# الخنزير الراقص
الخنزير الراقص (بالفرنسية: Le Cochon Danseur)‏ هو فيلم هزلي صامت مدته 4 دقائق بالأبيض والأسود، صدر عام 1907 من قبل شركة باثي الفرنسية، وعلى ما يبدو أنه يعتمد على مسرحية فودفيل.

## حبكة
يظهر في الفيلم مجسم عملاق لخنزير يرتدي ملابس فاخرة ويرقص مع فتاة، والتي أحرجته فيما بعد بتمزيق ملابسه. يبدأ الاثنان بالرقص معًا، ثم يسيران نحو الستائر خلفهما. في المشهد الأخير سيئ السمعة، يحرك الخنزير لسانه وعينيه ثم يكشف عن أسنانه، ربما في محاولة لإظهار القدرات الميكانيكية للدمية.

## إرث
ظل الفيلم في حالة من الغموض لأكثر من قرن من الزمان، لكنه اكتسب المزيد من السمعة السيئة في عام 2007، بعد قرن من تصويره. فقد أصبح ميمًا على الإنترنت، حيث صرحت كلاريس لوغري أن الفيلم "سيدخل بالتأكيد في كوابيسك الليلة".